# Lecții de viață
Lecții de viață este un serial care se difuzează pe canalul PRO TV și este realizat în colaborare cu Frame Film și Constantin Entertainment. În serial sunt prezentate diferite situații dramatice din viața unor oameni obișnuiți. Serialul a avut premiera la 30 martie 2015, iar în prezent are 8 sezoane. Serialul a depășit pragul de 500 de episoade în noiembrie 2021.

## Sinopsis
În fiecare episod este prezentată drama unor oameni obișnuiți. Acțiunea diferă de la un episod la altul, astfel că fiecare episod prezintă o situație diferită inspirată din viața reală, la care participă personaje interpretate de actori români.